# Leptogaster dissimilis
Leptogaster dissimilis är en tvåvingeart som beskrevs av Ricardo 1912. Leptogaster dissimilis ingår i släktet Leptogaster och familjen rovflugor. Inga underarter finns listade i Catalogue of Life.